# Manuel Fernández Amado
Manuel Fernández Amado (Ferrol, 14 maggio 1950) è un allenatore di calcio ed ex calciatore spagnolo, di ruolo centrocampista.

## Biografia
Anche suo figlio Manuel Fernández Anidos è stato un calciatore professionista e vanta una presenza nella Liga spagnola con il Celta Vigo nel 1993.

## Carriera
Esordì tra i professionisti nel 1969 in Segunda División con il Racing Ferrol, la squadra della sua città natale.
Nel gennaio 1972 fu ingaggiato dal Celta Vigo, nella Primera División spagnola.
Nel 1975 si trasferì all'Español. Nella stagione 1976-77 disputò anche la Coppa UEFA con i catalani. Nella stagione 1980-1981 fu accantonato dall'Español, venendo impiegato in sole due partite stagionali.
Nel 1981 lasciò quindi l'Español e si trasferì al Castellón, sempre nella massima serie spagnola. Vi giocò per una stagione, ma anche questa esperienza non fu positiva, collezionando solo dieci presenze nella Liga, che si concluse con la retrocessione in Segunda División .
Fernández Amado decise quindi di tornare al Racing Ferrol, militante in Segunda B, dove giocò per un'ultima stagione, prima di ritirarsi nel 1983.